# Ignacyo Matynia
Ignacyo Mateusz Matynia (* 29. Mai 1992 in Busko-Zdrój, Woiwodschaft Heiligkreuz) ist ein polnisch-US-amerikanischer Schauspieler.

## Leben
Matynia wurde am 29. Mai 1992 in Busko-Zdrój in Polen geboren. 1995 siedelte die Familie in die Vereinigten Staaten um. Sein Vater absolvierte zu dieser Zeit sein Arbeitsstudienprogramm in Pensacola, Florida. Nach mehreren Umzügen ließ sich die Familie schließlich im New Yorker Stadtteil Brooklyn nieder. Er ist bilingual mit Polnisch und Englisch aufgewachsen. Er besuchte die Junior High an der St. Athanasius Catholic School in Bensonhurst, Brooklyn, ehe er bis 2010 die Xaverian High School besuchte. Von 2010 bis 2013 besuchte Matynia die University at Albany, The State University of New York. Während dieser Zeit entdeckte er das Schauspiel für sich.
Ab 2014 folgten für Matynia erste Besetzungen in Kurz- und Spielfilmen. 2015 folgte eine Nebenrolle in der Fernsehserie Forever. Über etliche Charakterrollen in Kurzfilmen konnte er sich als Schauspieler etablieren. 2020 spielte er im Lifetime-Television-Fernsehfilm My Nightmare Landlord mit der Rolle des Drew eine der Hauptrollen des Films. Im selben Jahr übernahm er die Rolle des Lt. Marcus im Actionfilm Top Gunner – Die Wächter des Himmels. 2021 war er in der Hauptrolle des Jonathan Hickory im Drama Break Every Chain zu sehen. Außerdem übernahm er die Rolle des Kenny McCoy im Actionfilm One and the Same und die Rolle des Adam im Horrorfilm Like Dogs. Seit demselben Jahr spielt er die Rolle des Jaylen Daniels in der Fernsehserie A Good Cop. Seit 2022 verkörpert er zusätzlich die Rolle des Blake in der Fernsehserie Alliance.

## Filmografie (Auswahl)
- 2014: Grievance Group: The Pardon
- 2014: My Craigslist Hook-Up (Kurzfilm)
- 2014: Bright Shadow (Kurzfilm)
- 2014: The Grievance Group
- 2015: Forever (Fernsehserie, Episode 1x21)
- 2015: Get Happy!
- 2016: Girl Problems (Fernsehfilm)
- 2016: Roselyn (Kurzfilm)
- 2016: Love Kills (Fernsehdokuserie, Episode 6x04)
- 2016: Deadly Possessions (Fernsehserie, Episode 1x06)
- 2016: Kun Fayakun (Kurzfilm; auch Produktion)
- 2016: Fadó (Kurzfilm; auch Produktion)
- 2016: Marvel’s Luke Cage (Fernsehserie, Episode 1x05)
- 2016: La Petite Mort (Kurzfilm)
- 2016: 264 Days (Kurzfilm)
- 2017: Gym Problems (Kurzfilm)
- 2017: The Cabinet in the Woods (Kurzfilm)
- 2017: Labeled (Fernsehserie)
- 2017: The Arrangement (Kurzfilm)
- 2017: Roaring Tides (Kurzfilm)
- 2017: The Choices We Make (Kurzfilm)
- 2017: My Brothers Keeper
- 2018: Vida (Fernsehserie, Episode 3x01)
- 2018: Dietland (Fernsehserie, Episode 1x07)
- 2018: Smacked (Kurzfilm)
- 2018: Ben’s Entanglement (Kurzfilm)
- 2018: Private Barry (Kurzfilm)
- 2018: Christmas Camp
- 2019: Nice Things (Kurzfilm)
- 2019: Life Coach
- 2019: People Magazine: Investigativ (Fernsehdokuserie, Episode 4x02)
- 2020: My Nightmare Landlord (Fernsehfilm)
- 2020: Scarlet (Kurzfilm)
- 2020: Bad Influence (Fernsehserie)
- 2020: Top Gunner – Die Wächter des Himmels (Top Gunner)
- 2021: Break Every Chain
- 2021: One and the Same
- 2021: A Lost Space in the Return (Kurzfilm)
- 2021: Like Dogs
- 2021: Jesters Paradise (Kurzfilm)
- seit 2021: A Good Cop (Fernsehserie)
- 2022: Law & Order: Special Victims Unit (Fernsehserie, Episode 23x12)
- 2022: The Institute
- seit 2022: Alliance (Fernsehserie)